# 1912
- Wikisource

| Calendário gregoriano                                                        | 1912 MCMXII                          |
| Ab urbe condita                                                              | 2665                                 |
| Calendário arménio                                                           | 1361 – 1362                          |
| Calendário bahá'í                                                            | 68 – 69                              |
| Calendário budista                                                           | 2456                                 |
| Calendário chinês                                                            | 4608 – 4609 Início a 18 de fevereiro |
| Calendário copta                                                             | 1628 – 1629                          |
| Calendário etíope                                                            | 1904 – 1905                          |
| Calendários hindus - Vikram Samvat - Calendário nacional indiano - Cáli Iuga | 1967 – 1968 1833 – 1834 5012 – 5013  |
| Calendário Holoceno                                                          | 11912                                |
| Calendário islâmico                                                          | 1330 – 1331                          |
| Calendário judaico                                                           | 5672 – 5673 Início a 12 de setembro  |
| Calendário persa                                                             | 1290 – 1291 Início a 21 de março     |
| Calendário rúnico                                                            | 2162                                 |
| Calendário solar tailandês                                                   | 2455                                 |

1912 (MCMXII, na numeração romana)  foi um ano bissexto do século XX do atual Calendário Gregoriano, da Era de Cristo,  e as suas letras dominicais foram G e F (52 semanas), teve início a uma segunda-feira e terminou a uma terça-feira.
| Ano completo                            |
| --------------------------------------- |
| Ano bissexto com início à segunda-feira |

## Eventos

1 de Janeiro : Forma-se a República da China.

- Álvaro Figueroa y Torres Mendieta substitui Manuel García Prieto como presidente do governo de Espanha
- A República da China é estabelecida dando fim a 2000 anos de domínio Imperial e 268 anos da Dinastia Qing.
- A República da China adota o Calendário Gregoriano

### Janeiro
- 1 de janeiro - Sun Yat-Sen toma posse como primeiro Presidente da Antiga República da China.
- 1 de janeiro - A China declara-se independente em relação ao Japão e a Dinastia Qing.
- 6 de janeiro - Novo México torna-se o 47º estado norte-americano.
- 17 de janeiro - Robert Falcon Scott alcança o Polo Sul, constatando que Roald Amundsen tinha estado lá um mês antes.
- 30 de janeiro - Pacto de Dover, acordo estabelecido entre D. Manuel II e o seu primo D. Miguel de Bragança no qual este último reconhecia o primeiro como legítimo Rei de Portugal.

### Fevereiro
- 12 de fevereiro - O Imperador Pu Yi abdica o seu trono em favor da República da China que marcou o fim da Dinastia Qing que durou 268 anos e o começo da República da China que governou a China Continental de 1912 até 1949.

### Março
- 1 de março - Sun Yat-sen renuncia a Presidência da República da China, e sobe ao poder Yuan Shikai.
- 5 de março - Forças italianas usam pela primeira vez dirigíveis para fins militares, utilizando-os para missões de reconhecimento aéreo por detrás das linhas turcas.
- 29 de março - Robert Falcon Scott e seu grupo de exploradores morrem em uma nevão em Antártida.

### Abril
- 10 de abril - O transatlântico RMS Titanic deixa o porto de Southampton com destino a Nova Iorque.
- 14 de abril - É fundado o Santos Futebol Clube.
- 14-15 de abril - Naufrágio do transatlântico RMS Titanic após o choque contra um iceberg no Atlântico Norte, causando a morte de mais de 1500 pessoas.

### Novembro
- 5 de novembro - O Democrata Woodrow Wilson é eleito Presidente dos Estados Unidos derrotando Theodore Roosevelt e William Howard Taft, encerrando 16 anos de Governos do Partido Republicano, e o primeiro Democrata a governar o país desde Grover Cleveland.
- 12 de novembro - Manuel García Prieto substitui José Canalejas y Méndez como presidente do governo de Espanha.
- 27 de novembro - França e Espanha assinam um tratado segundo o qual todas as terras do que é atualmente Marrocos a sul do rio Drá passariam a estar sob domínio espanhol; esse território teve as designações de colónia de Cabo Juby e zona sul do protetorado de espanhol de Marrocos.
- 28 de novembro Proclamada a independência da Albânia, do Império Otomano.

### Dezembro
- 19 de dezembro - Fundação da Universidade Federal do Paraná, atualmente, a mais antiga universidade do Brasil.

## Nascimentos
- 31 de janeiro - Camilo Ponce Enríquez, presidente do Equador de 1956 a 1960 (m. 1976).
- 11 de março - Wálter Guevara Arze, presidente da Bolívia em 1979 (n. 1996).
- 19 de março - Adolf Galland, piloto alemão que se distinguiu durante a Segunda Guerra Mundial (m. 1996)
- 15 de abril - Kim Il-Sung, político e presidente da Coreia do Norte (m. 1994).
- 24 de maio - Edward Victor Luckhoo, presidente da Guiana de 1966 a 1970 (m. 1998).
- 12 de junho - Nina Mae McKinney, atriz, cantora e dançarina americana (m. 1967).
- 10 de agosto - Jorge Amado, jornalista, político e escritor baiano (m. 2001).
- 22 de agosto - Stanislavs Ladusãns, padre e filósofo letão (m. 1993).
- 23 de agosto - Gene Kelly, dançarino, diretor, ator, cantor, produtor e coreógrafo estadunidense. Mais conhecido pelo seu trabalho mais famoso, Cantando na Chuva (m.1996).
- 30 de agosto - Nancy Wake, espiã neozelandesa que se destacou durante a Segunda Guerra Mundial (m. 2011).
- 6 de setembro - Ewan Forbes, nobre escocês (m. 1991).
- 13 de setembro - Reta Shaw, atriz estadunidense (m. 1982).
- 12 de outubro - Helena Kolody, escritora Brasileira (m. 2004).
- 29 de julho - Miguel Afonso de Andrade Leite, presbítero brasileiro (m. 1976).
- 16 de outubro - Maidie Norman, atriz e professora norte-americana (m. 1998).
- 17 de outubro - Papa João Paulo I, 263º papa (m. 1978).
- 3 de novembro - Alfredo Stroessner, militar, político e presidente do Paraguai de 1954 a 1989 (m. 2006).
- 13 de dezembro - Luiz Gonzaga, músico considerado como Rei do Baião (m.1989)

## Mortes

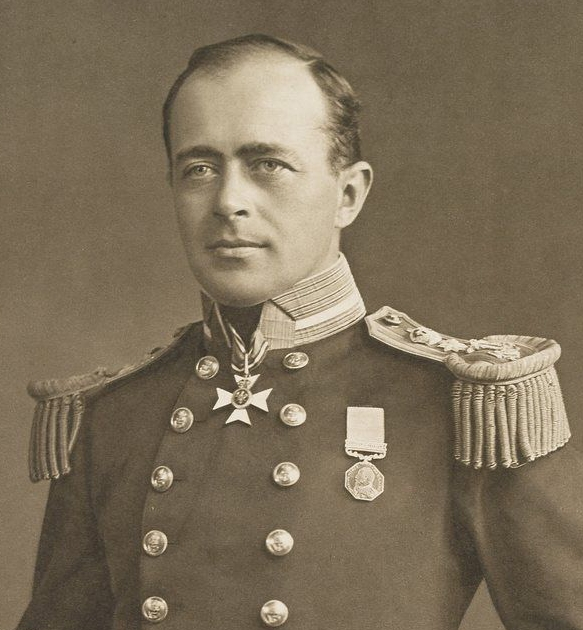
Capitão Robert Falcon Scott

- 28 de janeiro - Eloy Alfaro - presidente do Equador de 1895 a 1901 e de 1907 a 1911 (n. 1842).
- 29 de março - Robert Falcon Scott, explorador britânico da Antártida (n. 1868).
- 6 de abril - Giovanni Pascoli, escritor e poeta italiano (n. 1855).
- 15 de abril - 1.517 vítimas do Naufrágio do RMS Titanic, incluindo:
  - Thomas Andrews, construtor naval irlandês (n. 1873)
  - John Jacob Astor IV, empresário norte-americano (n. 1864)
  - Archibald Butt, assessor presidencial americano (n. 1865)
  - Thomas Byles, padre católico britânico (n. 1870)
  - Jacques Futrelle, autor de mistério e jornalista americano (n. 1875)
  - Luigi Gatti, dono de restaurante italiano (n. 1875)
  - Sidney Leslie Goodwin, criança inglesa; vítima mais jovem do desastre do Titanic , não identificada até 2007 (n. 1910)
  - Benjamin Guggenheim, empresário norte-americano (n. 1865)
  - Henry B. Harris, produtor teatral norte-americano (n. 1866)
  - Wallace Hartley, líder de banda e violinista de um navio inglês (n. 1878)
  - Charles Melville Hays, executivo ferroviário americano (n. 1856)
  - Francis Davis Millet, pintor, escultor e escritor americano (n. 1846)
  - William McMaster Murdoch, primeiro oficial do Titanic (n. 1873)
  - Jack Phillips, oficial sênior de comunicações sem fio de um navio inglês (n. 1887)
  - Edward Smith, capitão de navio inglês (n. 1850)
  - William Thomas Stead, jornalista de campanha inglês (n. 1849)
  - Isidor Straus, proprietário de uma loja de departamentos germano-americana ( Macy's ) e membro da Câmara dos Representantes dos Estados Unidos (n. 1845)
  - Ida Straus, esposa germano-americana de Isidor Straus (1 de apenas 5 mortes femininas de primeira classe do Titanic) (n. 1849)
  - John B. Thayer, empresário e esportista norte-americano (n. 1862)
  - Frank M. Warren, Sr., empresário americano (n. 1848)
  - George Dunton Widener, empresário norte-americano (n. 1861)
  - Harry Elkins Widener, bibliófilo americano, filho de George Dunton Widener (n. 1885)
  - Henry Wilde, oficial-chefe do Titanic (n. 1872)
- 14 de Maio - Frederico VIII, rei da Dinamarca (n. 1843).
- 15 de Maio - Albino Jara, Presidente do Paraguai (n. 1877).
- 30 de julho
  - Meiji (Mutsuhito), imperador japonês (n. 1852).
  - Juan Gualberto González, Presidente do Paraguai (n. 1851).
- 8 de agosto - Cincinnatus Leconte, presidente do Haiti de 1911 a 1912 (n. 1854).
- 17 de novembro - Richard Norman Shaw, arquitecto britânico (n. 1831).

## Prémio Nobel
- Física - Nils Gustaf Dalén.[1]
- Literatura - Gerhart Hauptmann.[2]
- Química - Victor Grignard, Paul Sabatier.
- Medicina - Alexis Carrel.
- Paz - Elihu Root.[3]

## Epacta e idade da Lua
| Epacta gregoriana | 11 (XI) |
| Idade da Lua      | Letra l |

## Por tema
- 1912 na arte
- 1912 no Brasil
- 1912 na ciência
- 1912 no cinema
- Desastres em 1912
- 1912 no desporto
- Divisões administrativas em 1912
- 1912 no jornalismo
- 1912 na literatura
- 1912 na música
- 1912 na política
- 1912 em Portugal
- 1912 na rádio
- 1912 no teatro
- 1912 na televisão